# Pregnana Milanese
Pregnana Milanese település Olaszországban, Lombardia régióban, Milánó megyében. Lakosainak száma 7274 fő (2023. január 1.). Pregnana Milanese Bareggio, Pogliano Milanese, Sedriano, Vanzago, Cornaredo és Rho községekkel határos.

## Népesség
A település lakossága az elmúlt években az alábbi módon változott:
| Lakosok száma | 7025 | 7306 | 7352 | 7274 |
|               | 2013 | 2017 | 2018 | 2023 |